# Mortemia
Mortemia – gothicmetalowy projekt norweskiego artysty Mortena Velanda, założyciela Tristanii i Sirenii, rozpoczęty w 2009 roku.
6 czerwca 2009 Veland podpisał umowę z Napalm Records. Pierwszy album, Misere Mortem, wydano w lutym 2010. Łączy on styl muzyki metalowej i poważnej, a w miejsce wokalu żeńskiego obecnego w Tristanii i Sirenii zaangażowano męski chór i solistę. Album ten został nagrany w należącym do Velanda Audio Avenue Studios w norweskim Stavanger oraz w Sound Suite Studios we Francji. Produkcją, montażem i miksowaniem zajął się sam Veland.

## Dyskografia
- Misere Mortem (2010)